# 198. pehotna brigada (ZDA)
198. pehotna brigada (izvirno angleško 198th Infantry Brigade) je pehotna brigada Kopenske vojske Združenih držav Amerike.

## Odlikovanja
- Fourragere
- Križec viteštva s palmo